# Ralph Mann
Ralph Mann (Ralph Vernon Mann; * 16. Juni 1949 in Long Beach, Kalifornien; † 2. Januar 2025) war ein US-amerikanischer Hürdenläufer, der sich auf die 400-Meter-Distanz spezialisiert hatte. Er gewann 1972 bei den Olympischen Spielen in München die Silbermedaille.

## Sportliche Karriere
Bei den Panamerikanischen Spielen gewann er 1971 in Cali Gold und  1975 in Mexiko-Stadt Bronze.
1972 siegte er mit seiner handgestoppten Bestzeit von 48,4 s bei den US-Ausscheidungskämpfen für die Olympischen Spiele in München. Dort gewann er mit seiner elektronisch gestoppten Bestzeit von 48,51 s die Silbermedaille hinter dem Ugander John Akii-Bua, der mit 47,82 s einen Weltrekord aufstellte, und vor dem Briten David Hemery (48,52 s).
Viermal wurde er US-Meister über 440 Yards Hürden bzw. 400 m Hürden (1969–1971, 1975). Außerdem gewann er, für die Brigham Young University startend, dreimal bei der NCAA-Meisterschaft über 440 Yards (1969–1971).

## Berufliche Karriere
Als Mormone nahm Mann ein Sportstipendium an der Brigham Young University in Provo, Utah (1400 m Höhe) an, sodass er sich dauerhaft über Jahre im Höhentraining befand. Er studierte Ingenieurwissenschaft mit dem Schwerpunkt Mechanik (Bachelor of Science 1971) und Leibesübungen, (Master 1973). Da er nach dem Bachelor für seine Hochschule nicht mehr startberechtigt war, startete er anschließend für die Southern California Striders. Nach dem Master ging er 1973 zur Washington State University, wo er 1975 in Biomechanik promovierte. Im unmittelbaren Anschluss wurde er Associate Professor für Biomechanik an der University of Kentucky, ehe er sich 1982 mit CompuSport Inc. selbständig machte. Er hatte ein Patent (US 4891748 A) entwickelt, um für alle Sportarten, die Videos der realen und der optimalen Bewegungsausführung über einander zu legen, um so Bewegungen effizienter zu vermitteln. 2007 gründete er zusätzlich SwingModel LLC, um die von ihm entwickelte Technik speziell im Golf anzuwenden. Durch seine Methodik verringert sich deutlich die Art und Anzahl der golfspezifischen Verletzungen. Hierfür zog er nach Las Vegas, um ganzjährig unter optimalen finanziellen und klimatischen Bedingungen arbeiten zu können. Er war zudem seit 1975 wissenschaftlicher Berater des US-Leichtathletikverbandes USA Track & Field.

## Buchveröffentlichungen
- mit Fred Griffin: Swing Like a Pro. The Breakthrough Scientific Method of Perfecting Your Golf Swing. Crown Archetype, 1998, ISBN 978-0-7679-0236-6
- The Mechanics of Sprinting and Hurdling. CreateSpace, 2011, ISBN 1-4611-3631-8